# Azekura-zukuri
Azekura-zukuri (校倉造?), azekurazukuri o simplemente azekura es un antiguo estilo arquitectónico japonés de construcción de madera para determinado tipo de edificios como almacenes (kura), graneros y otras estructuras utilitarias. También existe este tipo de arquitectura en China. 

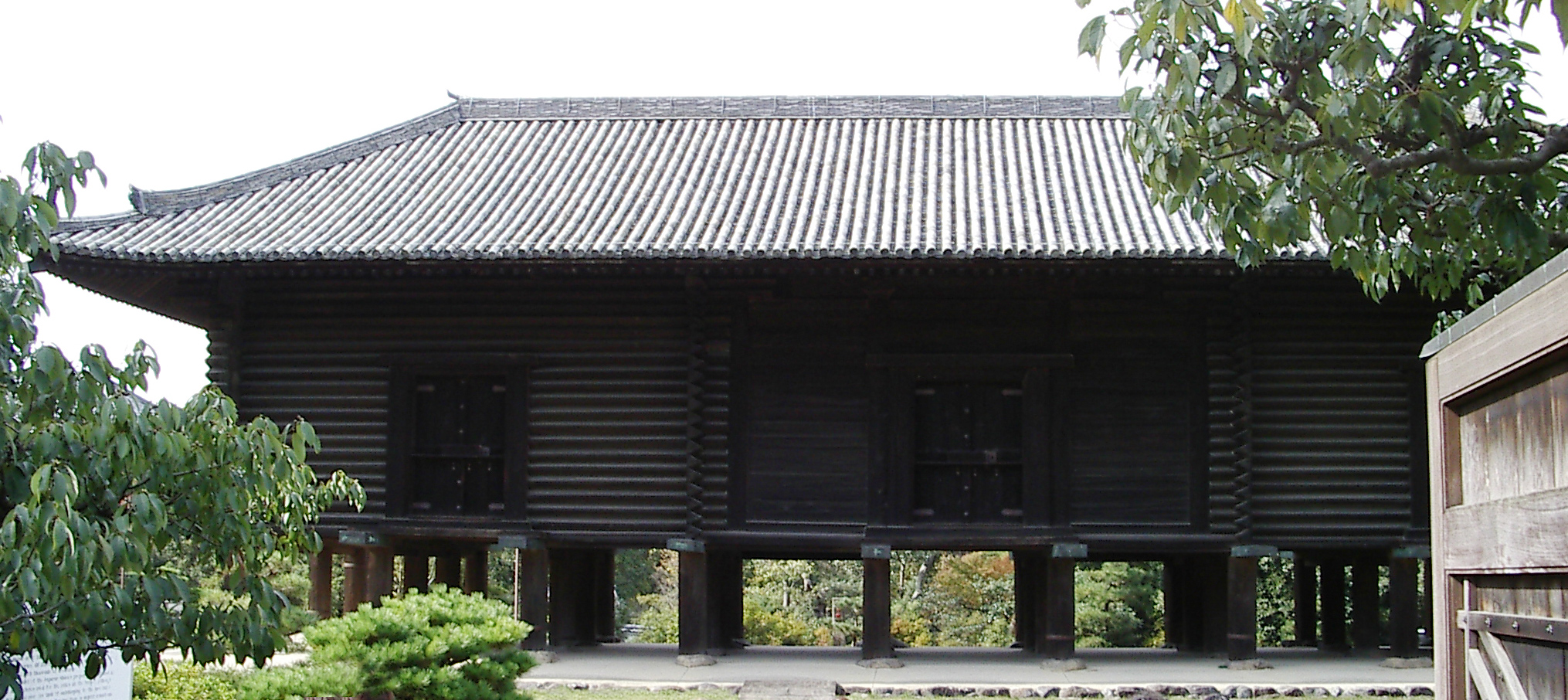
Shōsō-in, una muestra de estructura azekura-zukuri del año 756.

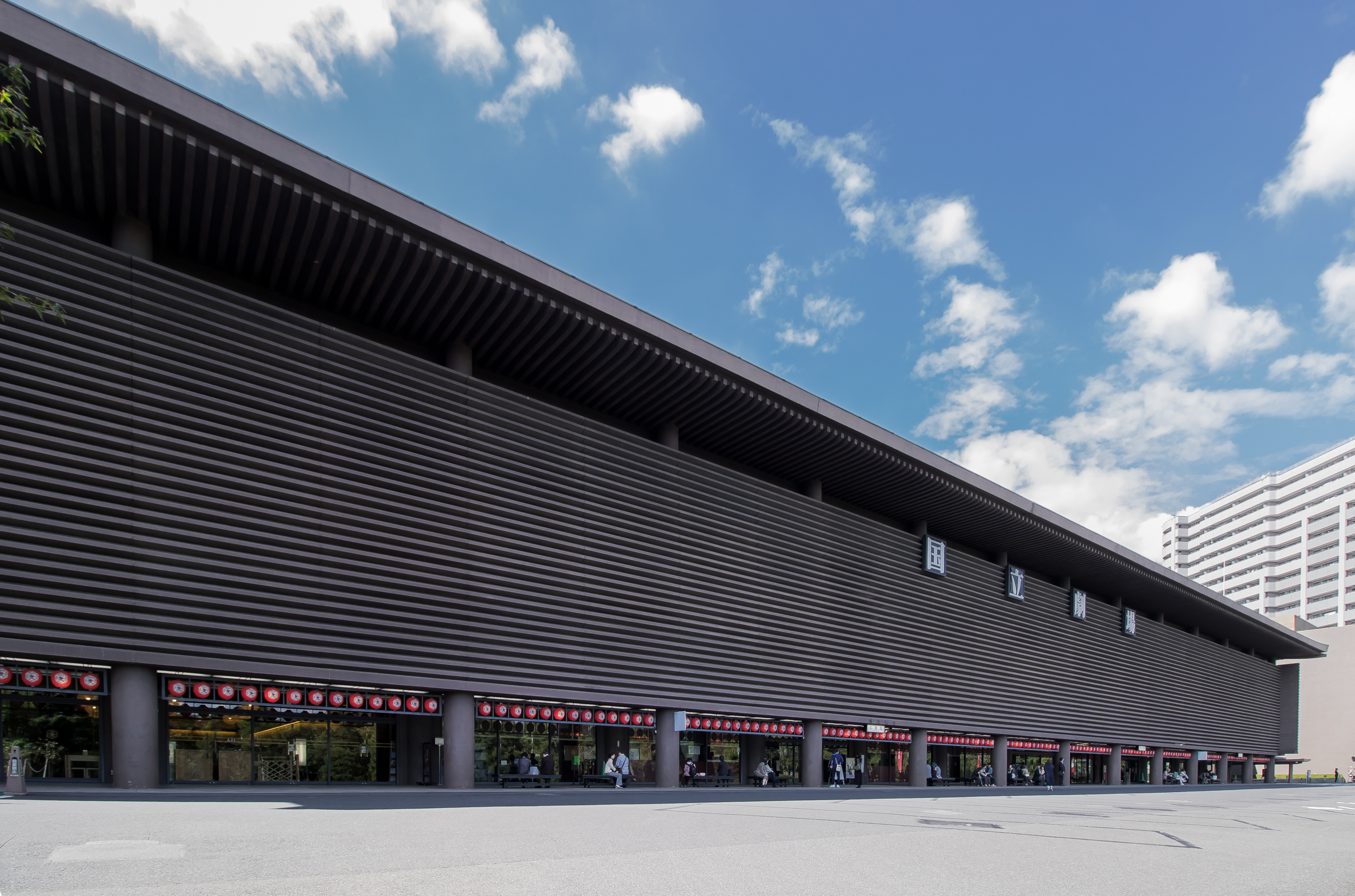
Exterior del edificio del Teatro Nacional de Japón que recuerda el antiguo estilo azekura-zukuri.

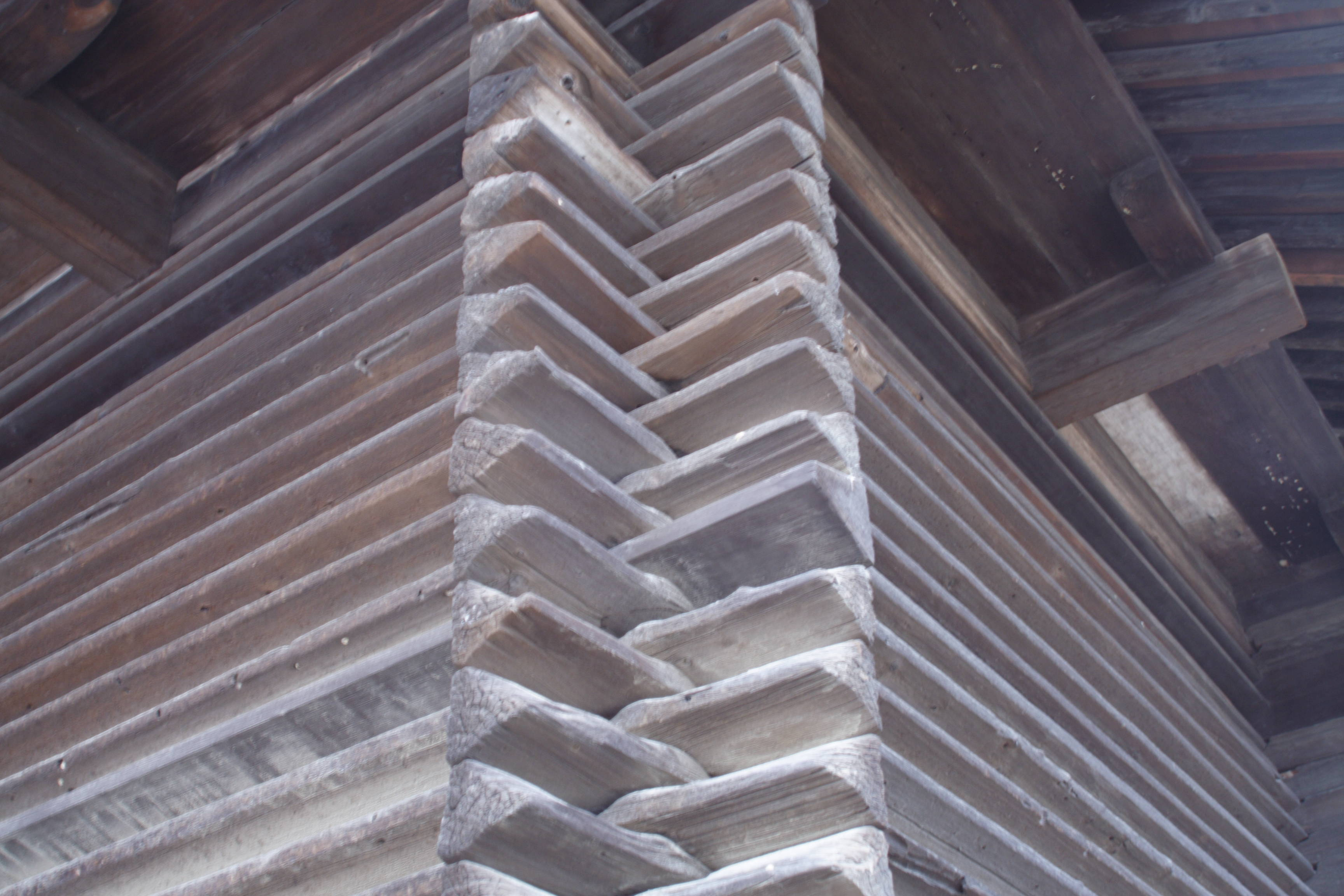
Detalle de la instalación de vigas en las esquinas de un almacén en Tōdai-ji.

Este estilo de construcción simple, probablemente se remonta a los primeros siglos, durante los períodos Yayoi o Kofun.Está caracterizado por estructuras cuyos muros se forman apilando vigas de troncos de sección transversal triangular, encastrados en las esquinas, con piso elevado sobre pilotis y comúnmente construidas con madera de ciprés.
La cubierta es rudimentaria, generalmente constituida por un sistema con dos tirantes (llamado marco de nijuubari). También hay graneros con vigas redondas (llamadas marukikura) o rectangulares (itakura).
Estas construcciones ofrecen una excelente conservación gracias a los "movimientos" de la madera, que permite que la estructura se ventile mediante su contracción en clima seco y la protección contra la humedad mediante su dilatación cuando hay clima húmedo, sellando la estructura. Sin embargo, estudios más recientes sugieren que el juego de la madera es insignificante en la higrometría y, más bien se explica la buena conservación de cereales o de otros objetos almacenados por la elevación de la estructura permitiendo su ventilación, el grosor de las vigas o cofres gruesos de madera.